# Yana Karpova
Pour les articles homonymes, voir Karpov.
Yana Karpova (Яна Карпова), née le 30 avril 1986 à Moscou, est une top model russe.

## Biographie
Elle a débuté en février 2006 à Paris, en défilant pour Costume National, Dries van Noten et Miu Miu. Elle est régulièrement apparue dans des magazines comme Glamour, Elle, Marie Claire… Depuis, elle défile de grandes noms de la mode tels que Alberta Ferreti, Dior, Stella McCartney, Valentino, Vera Wang, Elie Saab, Lacoste, John Galliano, Cavalli.